# Podabrus tomokoae
Podabrus tomokoae is een keversoort uit de familie soldaatjes (Cantharidae). De wetenschappelijke naam van de soort werd in 1989 gepubliceerd door Sato.